# Liz May Brice
Liz May Brice (Redhill, 8 settembre 1975) è un'attrice britannica.

## Filmografia parziale

### Cinema
- La fortezza: segregati nello spazio (Fortress 2: Re-Entry), regia di Geoff Murphy (2000)
- The Last Minute, regia di Stephen Norrington (2001)
- Resident Evil, regia di Paul W. S. Anderson (2002)
- Alien vs. Predator (AVP: Alien vs. Predator), regia di Paul W. S. Anderson (2004)
- Hard Boiled Sweets, regia di David L.G. Hughes (2012)

### Televisione
- Zero in magia (The Worst Witch) – film TV (1986)
- News at Twelve – serie TV, 6 episodi (1988)
- Il magico regno delle favole (The 10th Kingdom) – miniserie TV, 3 puntate (2000)
- Hustle - I signori della truffa (Hustle) – serie TV, 2 episodi (2004-2005)
- Bad Girls – serie TV, 19 episodi (2005-2006)
- Misteri di Roma (Roman Mysteries) – serie TV, 4 episodi (2007)
- Dead Set – miniserie TV, 5 puntate (2008)
- Torchwood – serie TV, 5 episodi (2009)
- EastEnders – soap opera, 4 puntate (2013)
- Casualty – serie TV, 8 episodi (2005-2020)